# Cavalcade (phim)
Cavalcade là một bộ phim Mỹ sản xuất năm 1933, do Frank Lloyd đạo diễn, với kịch bản của Reginald Berkeley và Sonya Levien dựa trên vở kịch cùng tên năm 1931 của Noël Coward.
Phim này đã đoạt 3 giải Oscar, bao gồm Giải Oscar cho phim hay nhất, Giải Oscar cho đạo diễn xuất sắc nhất và Giải Oscar cho chỉ đạo nghệ thuật xuất sắc nhất.

## Cốt truyện
Phim cung cấp cho khán giả một cái nhìn về đời sống tại Anh từ chiều tối giao thừa năm 1899 tới ngày đầu năm 1933. Phim trình bày quan điểm của các cư dân giàu có của London là Jane và Robert Marryot, cũng như ghi nhận vô số biến cố lịch sử theo thứ tự thời gian, trong đó có cuộc Chiến tranh Boer thứ hai, cái chết của nữ hoàng Victoria, việc chìm tàu Titanic, và Chiến tranh thế giới thứ nhất.

## Sản xuất
Người quay phim thời sự của hãng Fox Movietone đã được gửi sang London để quay tác phẩm sân khấu nguyên bản dùng làm bản hướng dẫn cho kịch bản phim chuyển thể.
Nhạc phim bao gồm các nhạc phẩm "Girls of the C.I.V.," "Mirabelle," "Lover of My Dreams," và "Twentieth Century Blues" của Noël Coward, "A Bird in a Gilded Cage" của Harry von Tilzer, "I Do Like to Be Beside the Seaside" của John Glover Kind, "Take Me Back to Yorkshire" của Harry Castling và Fred Godfrey, "Nearer My God, To Thee" của Lowell Mason, "Your King and Country Want You" của Paul Rubens, "It's a Long, Long Way to Tipperary" của Jack Judge và Harry Williams, "Pack Up Your Troubles in Your Old Kit Bag and Smile, Smile, Smile" của Felix Powell và George Asaf, "Keep The Home Fires Burning" của Ivor Novello và Lena Guilbert Ford, "Oh, You Beautiful Doll" của Nat Ayervà Seymour Brown, "Hinky Dinky Parlay Voo (Mad'moiselle from Armentieres)" của Irwin Dash, Al Dubin, và Joe Mittenthal, cùng "Over There" của George M. Cohan.
Cavalcade  ra mắt lần đầu ở thành phố New York ngày 5 tháng 1 năm 1933, nhưng tới ngày 15 tháng 4 năm 1933 mới công chiếu tại các rạp chiếu phim. 
Đây là một trong 2 phim đoạt giải Oscar cho phim hay nhất hiện nay không được thu vào đĩa
DVD trong Vùng 1, cùng với phim Wings.

## Các vai chính
- Diana Wynyard..... Jane Marryot
- Clive Brook..... Robert Marryot
- Una O'Connor..... Ellen Bridges
- Herbert Mundin..... Alfred Bridges
- Irene Browne..... Margaret Harris
- Margaret Lindsay..... Edith Harris
- John Warburton..... Edward Marryot
- Bonita Granville..... Young Fanny

## Bình luận
Ký giả Mordaunt Hall của tờ New York Times gọi bộ phim này là "xúc động và gây ấn tượng nhất" và thêm rằng: "Có sự quan tâm tỉ mỉ đến từng chi tiết trong mọi cảnh, không chỉ trong việc bố trí... mà còn cả trong việc lựa chọn diễn viên. Nó đã mở ra một thị hiếu tốt quá rõ ràng và hạn chế nhiều con mắt sẽ mờ lệ sau khi chứng kiến sản phẩm này." 

## Giải thưởng và đề cử
Cavalcade đoạt Giải Oscar cho phim hay nhất, Frank Lloyd đoạt giải Oscar cho đạo diễn xuất sắc nhất, và giải Oscar cho vhỉ đạo nghệ thuật xuất sắc nhất về tay William S. Darling. Diana Wynyard được đề cử ở hạng mục Nữ diễn viên chính xuất sắc nhất, nhưng thất bại về tay Katharine Hepburn trong Morning Glory.